# فرودگاه سیدو شریف
فرودگاه سیدو شریف (به انگلیسی: Saidu Sharif Airport) یک فرودگاه همگانی با کد یاتا SDT است که یک باند فرود آسفالت دارد و طول باند آن ۱۷۵۱ متر است. این فرودگاه در شهر سیدو شریف کشور پاکستان قرار دارد و در ارتفاع ۹۷۰ متری از سطح دریا واقع شده است.